# AS Pélican
Association Sportive Pélican w skrócie AS Pélican – gaboński klub piłkarski grający w gabońskiej pierwszej lidze, mający siedzibę w mieście Lambaréné.

## Sukcesy
- Puchar Gabonu[1]:
  - finał (1): 2011.

## Występy w afrykańskich pucharach
| Sezon     | Rozgrywki           | Runda   | Kraj                          | Klub             | Dom | Wyjazd | Dwumecz      |
| --------- | ------------------- | ------- | ----------------------------- | ---------------- | --- | ------ | ------------ |
| 2019/2020 | Puchar Konfederacji | wstępna | Demokratyczna Republika Konga | AS Maniema Union | 1–1 | 1–1    | 2–2 (k. 4–1) |
| 2019/2020 | Puchar Konfederacji | 1       | Nigeria                       | Enugu Rangers    | 2–1 | 1–3    | 3–4          |

## Stadion
Domowe mecze klub rozgrywa na stadionie o nazwie Stade Jean Koumou w Lambaréné. Stadion może pomieścić 3900 widzów.

## Reprezentanci kraju grający w klubie od 2006 roku
Stan na wrzesień 2023.
| - Ismaël Abogo - Stéphane Achy - Ulrich Bémbangoye - Arsène Copa - Malick Evouna - Yann José Gnassa - Beni Bopaul Kiendé - Mario Mandrault - Richy Mandraut - Jean Nkéléko - Stévy Nzambé - Hugues Mvoulé Nzé | - Martin Ndong - Allen Dorian Nono - Donald Nzé - Prince Ibara - Gildas Ngo - Eudes Dagoulou - Amorese Dertin - Junior Gourrier - Fernand Kémo - Thérence Kéthévoama - Jésus Konnsimbal - Kamal Idrissou |